# Begonia menglianensis
Begonia menglianensis là một loài thực vật có hoa trong họ Thu hải đường. Loài này được Y.Y.Qian mô tả khoa học đầu tiên năm 2001.